# Bernhard III. (Lippe)
Bernhard III. zur Lippe (* um 1194; † um 1265) war Landesherr der Herrschaft Lippe.

## Leben
Bernhard wurde um 1194 als Sohn des Edelherrn Hermann II. und der Gräfin Oda von Tecklenburg geboren. Bernhard folgte 1229 dem gefallenen Vater als Regent des Hauses Lippe nach und nannte sich seit 1232 „von Gottes Gnaden“ und zeitweise auch „Graf“.
1254–1256 war er Verweser des Stiftes Paderborn, war der eigentliche Begründer der Territorialherrschaft Lippe und gewann durch den bischöflichen Bruder Simon I. von Paderborn wichtige Positionen hinzu, so dass er mit dessen Hilfe die Organisation der Kirche neu ordnen konnte.
Die Städte Horn und Blomberg wurden von ihm gefördert. Mit Lippstadt lag er in einer Fehde, da er dort keine Burg errichten durfte. Bernhard III. führte auch Fehden gegen die Grafschaft Ravensberg, die Grafschaft Sternberg sowie gegen das Haus Waldeck. Durch diese häufigen Fehden wurde das Haus Lippe unter seiner Führung stark geschwächt.

## Nachkommen
Bernhard heiratete um 1230 die Gräfin Sofie van Cuijck-Arnsberg (und von Rietberg; um 1210 bis um 1245; Erbin der Herrschaft Rheda, Tochter von Gottfried II. von Arnsberg und von Rietberg und Elisabeth), aus deren Ehe die fünf Kinder
- Bernhard IV. zur Lippe (um 1230 – um 1275)
- Hermann III. zur Lippe (um 1233 – 3. Oktober 1274)
- Hedwig zur Lippe (um 1238 – 5. März 1271), verheiratet mit Graf Otto III. von Ravensberg
- Gerhard zur Lippe, Dompropst zu Bremen (um 1240–1259), unterlag in der Bremer Stiftsfehde gegen Hildebold von Wunstorf
- Dietrich zur Lippe, Dompfarrer zu Minden (um 1244 bis nach 1271)

hervorgingen.
Seine zweite Ehe schloss Bernhard 1248 mit der Gräfin Sophie von Ravensberg-Vechta (um 1220 bis nach 3. Juni 1285), Tochter des Grafen Otto II. von Ravensberg und der Gräfin Sophie von Oldenburg. Aus dieser Ehe gingen folgende vier Kinder hervor:
- Elisabeth zur Lippe (um 1250 bis nach 1316), verheiratet mit Balduin II. von Steinfurt
- Agnes zur Lippe (um 1251–1307), verheiratet mit Hoyer I. von Sternberg
- Adelheid zur Lippe, verheiratet mit Adolf I. von Schwalenberg
- Sophie zur Lippe (um 1249 – 1. Februar 1275), verheiratet mit Albrecht I. von  Regenstein

## Münzen

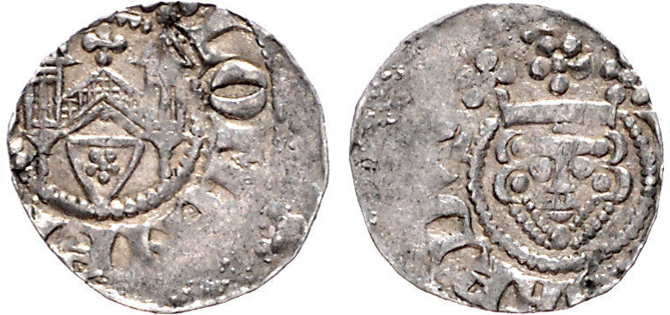
Lippischer Pfennig aus Bernhards Regierungszeit

Während seiner Regierungszeit gab Bernhard eigene Münzen heraus. Die Münzen Bernhards und die seines Sohnes Bernhard IV. lassen sich aber nicht einfach unterscheiden. Die Motive der geprägten Pfennige orientierten sich an den Vorbildern sowohl benachbarter Gebiete, zum Beispiel der bischöflich-Paderborner Münzstätten Brakel und Warburg, als auch englischer Steirlinge.
- Siehe auch: Lippische Münzgeschichte